# Euphemia von Rügen
Euphemia von Rügen, auch Eufemia (* um 1280; † 1312) war durch Heirat Königin von Norwegen. Sie entstammte dem Fürstenhaus von Rügen. In der schwedischen Literaturgeschichte ist sie durch die Eufemiavisor bekannt, die Lieder der Eufemia.

## Leben
Euphemia war eine Tochter des Fürsten Wizlaw II. von Rügen und der Agnes von Braunschweig-Lüneburg, Tochter des Herzogs Otto I. Weit verbreitet ist die Annahme, Euphemia sei die Tochter des Grafen Günther von Arnstein-Lindow-Ruppin und somit die Enkelin Wizlaws. Diese Vermutung wird aus der Lübecker Detmar-Chronik abgeleitet, in der es heißt: „Do wart koning sin broder, herthoge Haquin, de nicht langhe dar bevoren hadde nomen des greven dochter van Reppin, de was dochter des forsten van Ruyen.“ In deutschen Biographien wird eine solche Verwandtschaft nicht erwähnt. Wizlaw II. bezeichnete sie 1302 in seinem Testament als seine Tochter („.. item domine regine Norwegie filie mee ..“).
Nach der Reimchronik des Ernst von Kirchberg war sie zunächst mit Nikolaus dem Kind, Herrn zu Rostock, verlobt. 1299 heiratete sie den Herzog Håkon Magnusson, der im Herbst desselben Jahres als Håkon V. norwegischer König wurde. Nach der Geburt ihrer Tochter Ingebjørg (1301–1361) änderte Håkon V. die norwegische Erbfolge und gewährte auch Frauen den Anspruch auf den Thron.
Agnes, das gewöhnlich als Håkons uneheliche Tochter bezeichnete zweite Kind in der Ehe, war nach der These des norwegischen Anthropologen Per Holck vielleicht in Wirklichkeit eine uneheliche Tochter Euphemias. Als Indiz führt er dabei an, dass Agnes auch der Name von Euphemias Mutter war und zu dieser Zeit in Norwegen sonst nicht vorkam. Außerdem wurde der Brautwerber kurz nach der Hochzeit enthauptet, möglicherweise auch verbrannt, was eine entwürdigende Hinrichtungsmethode für einen Edelmann war. Nach der schwedischen Erikschronik soll das eheliche Verhältnis zwischen Eufemia und Håkon V. nicht gut gewesen sein.
Bei zwei 1868 bei archäologischen Ausgrabungen in der Ruine der Osloer Marienkirche geborgenen Schädeln handelt es sich mit großer Wahrscheinlichkeit um die Gebeine Euphemias und Håkons.

## Eufemiavisor
Der Überlieferung zufolge, ließ Euphemia drei zeitgenössische Dichtungen übersetzen, die sie ihrem Schwiegersohn, dem Herzog von Södermanland, Erik Magnusson widmete, der 1312 ihre Tochter Ingeborg heiratete. Dabei handelte es sich um die Ritterromane Yvain ou Le Chevalier au lion von Chrétien de Troyes und Hœrtogh Fredrik (Herzog Friedrich von der Normandie) sowie das orientalische Volksepos Floire et Blancheflor. Die Übersetzungen stellen die älteste bekannte Literatur in altostnordischer Sprache dar.